# Steppentierpark Pamhagen
Koordinaten: 47° 43′ 57,8″ N, 16° 54′ 55,5″ O
Der Steppentierpark Pamhagen wurde 1975 im burgenländischen Pamhagen gegründet. Auf einer Fläche von 13 Hektar sind ca. 50 Tierarten beheimatet, teilweise freilebend. Gehalten werden vorwiegend heimische Tierarten der Steppenlandschaft der Pannonischen Tiefebene wie Mangalizaschweine, Barockesel, Ungarisches Steppenrind, Wasserbüffel, verschiedene Ziegen-, Schaf- und Hirscharten. Ebenso werden Luchse, Wölfe und Goldschakale gehalten. Der Tierpark ist nur im Sommerhalbjahr von März bis Oktober geöffnet.

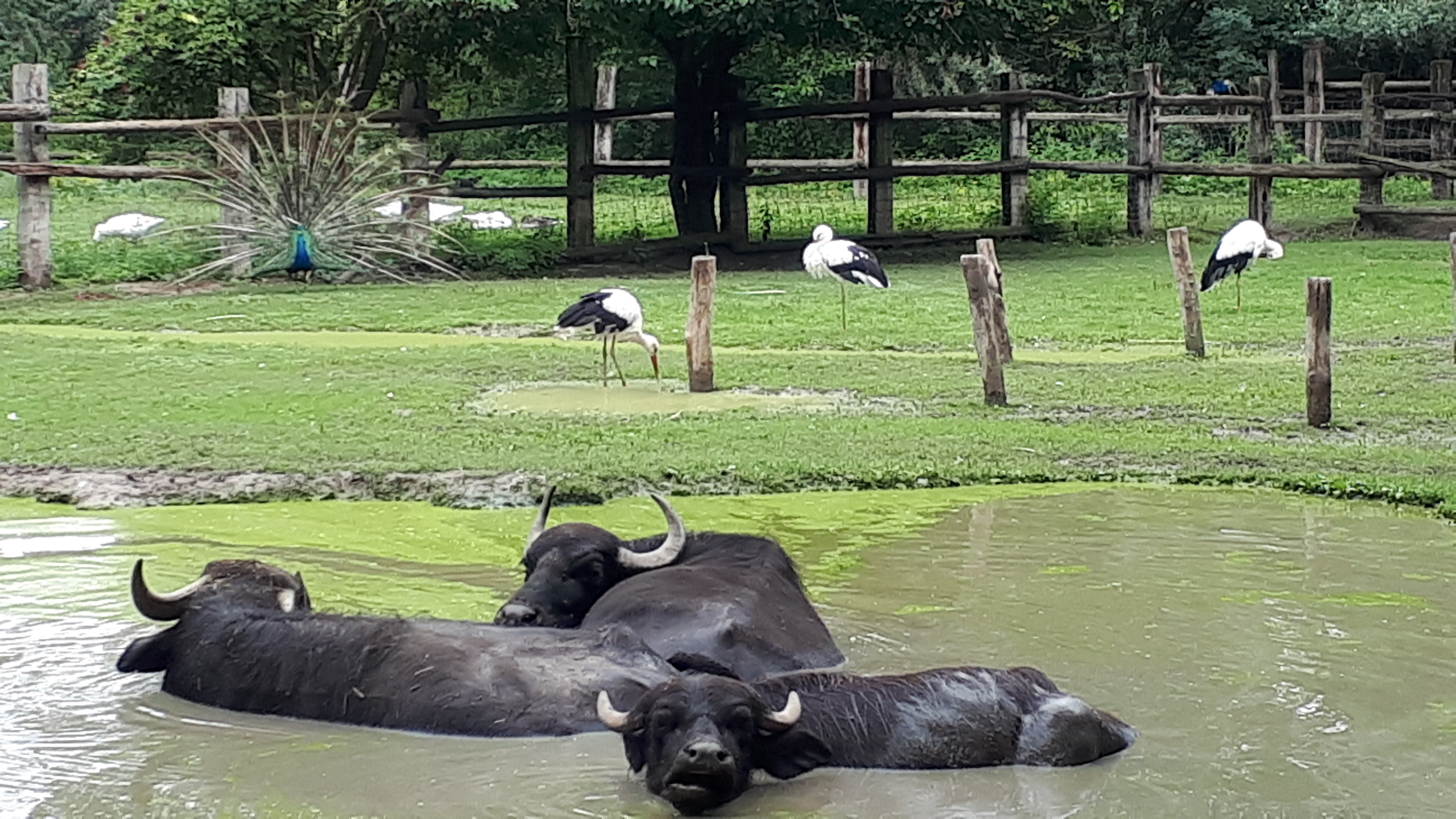
Wasserbüffel, Pfau und Weißstörche im Steppentierpark Pamhagen im Sommer 2020